# Aiptasia couchii
Aiptasia couchii es una especia de anémonas de mar. Fue descrito por primera vez por Philip Henry Gosse y pertenece al género Aiptasia y a la familia Aiptasiidae.

## Galería de imágenes

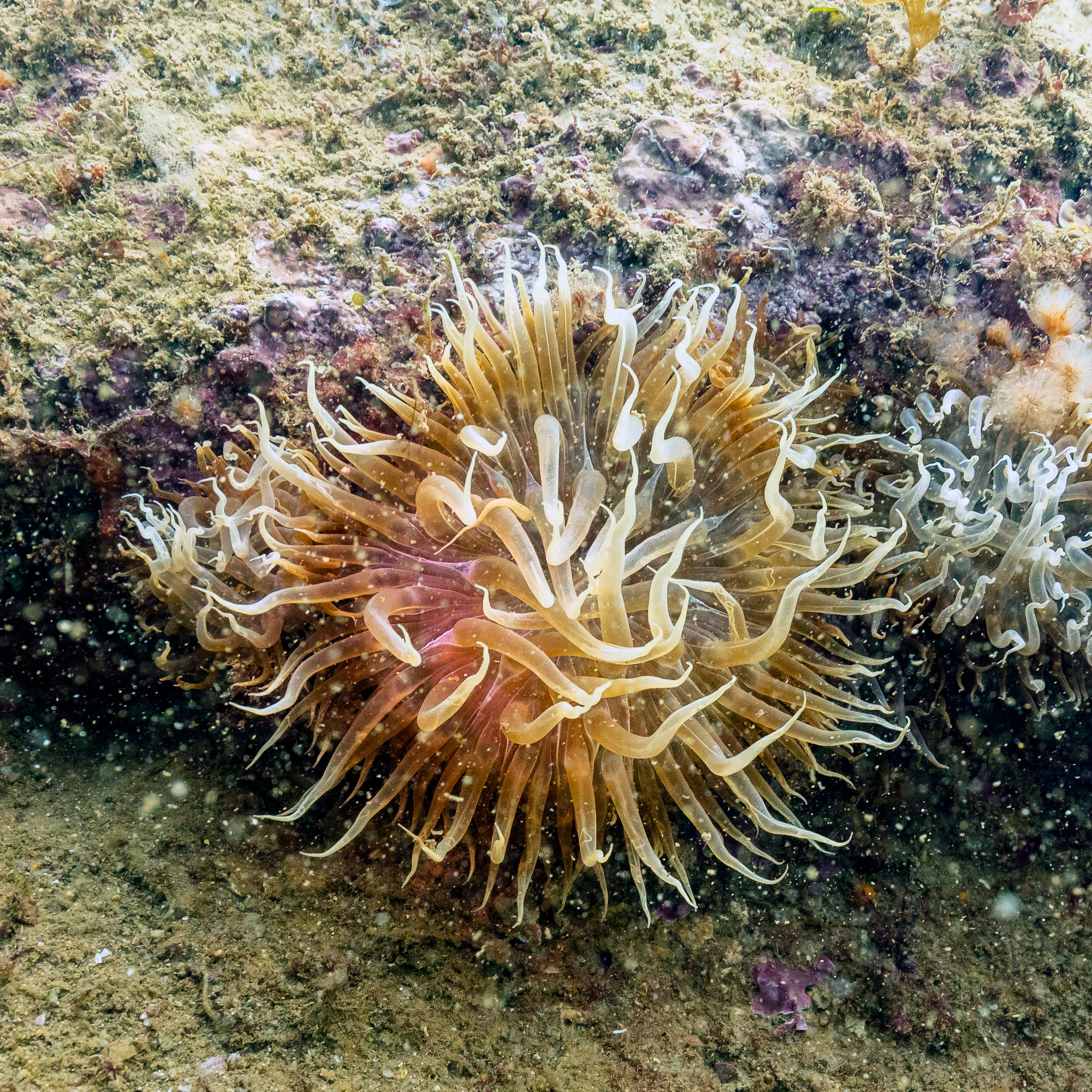
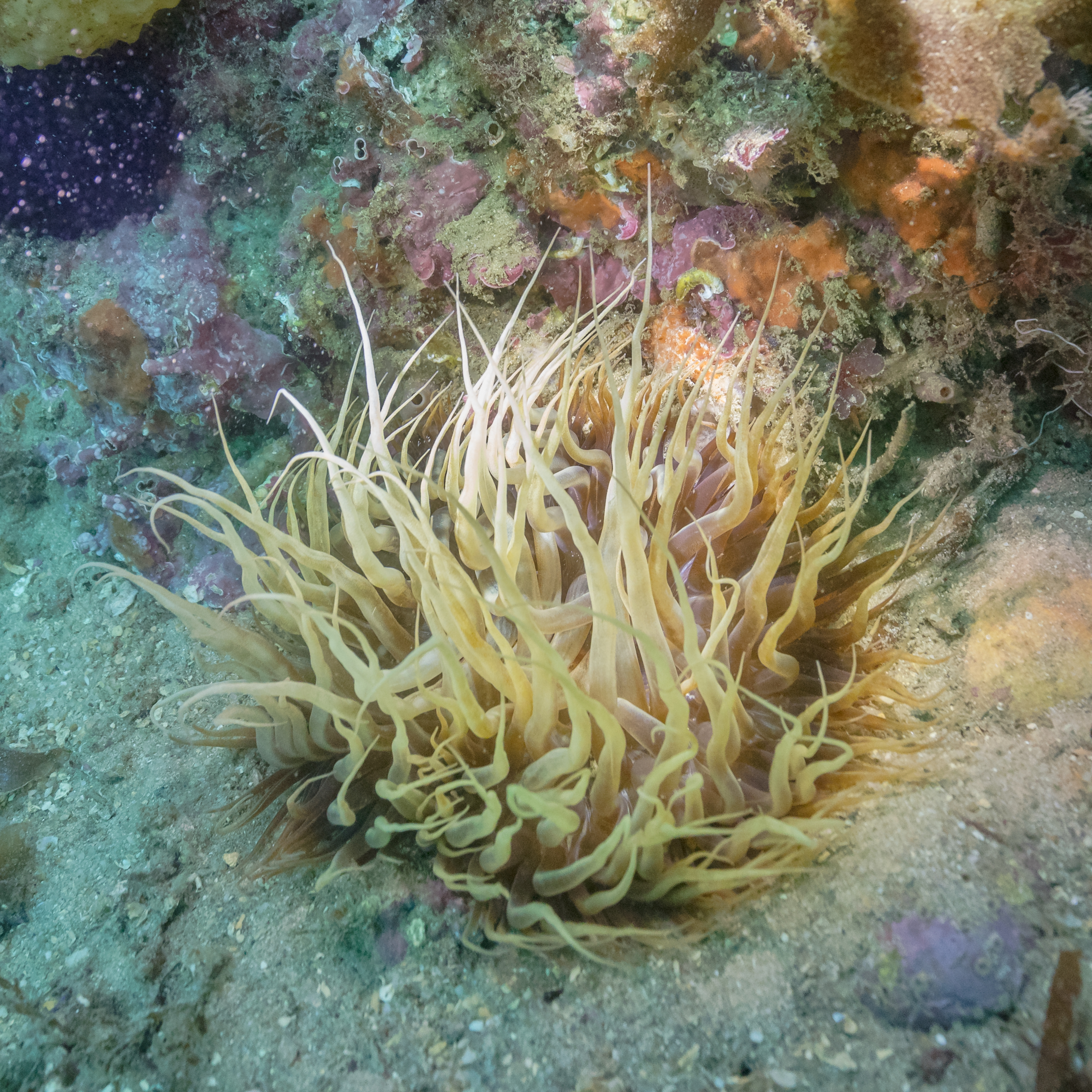
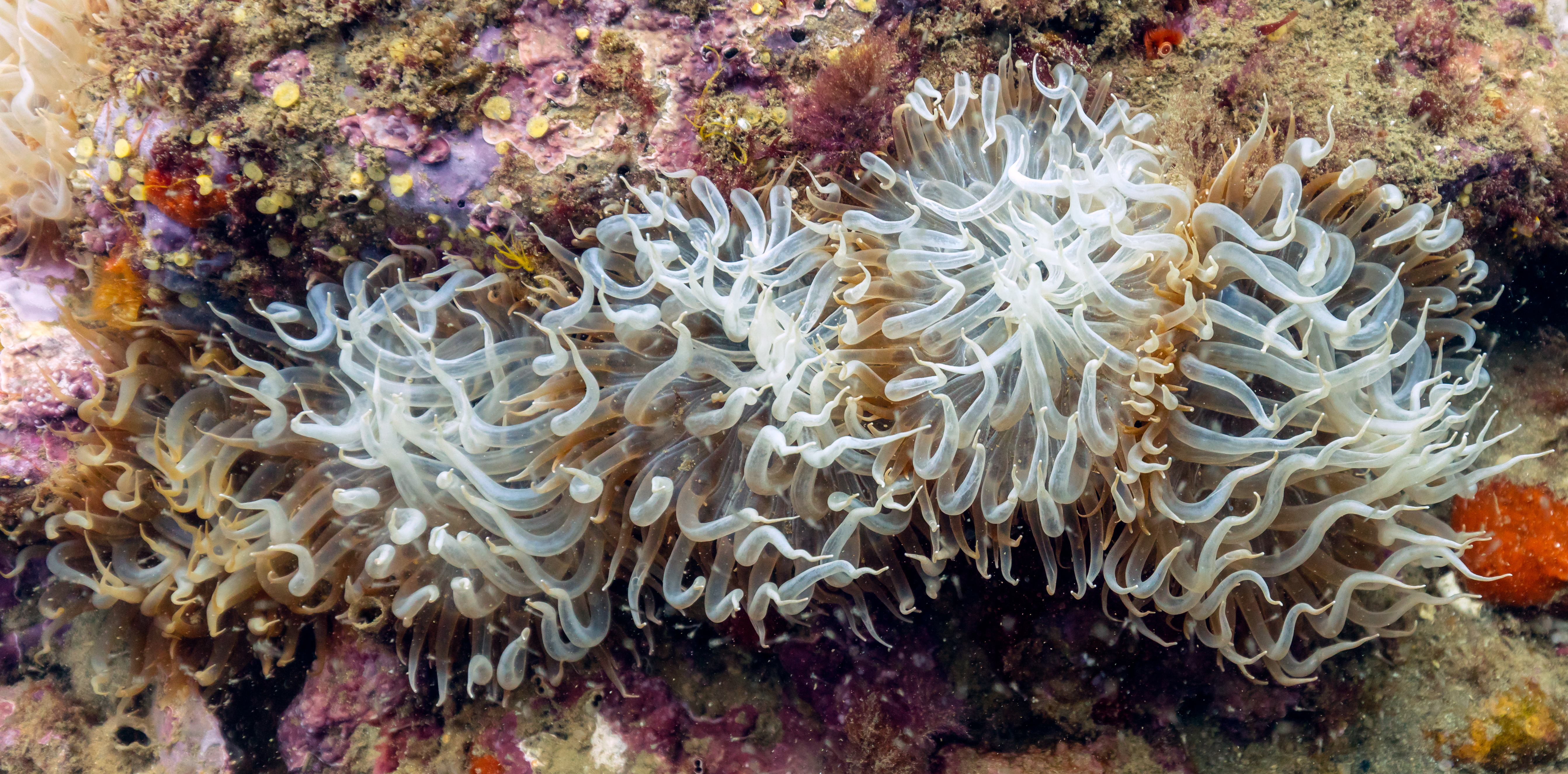
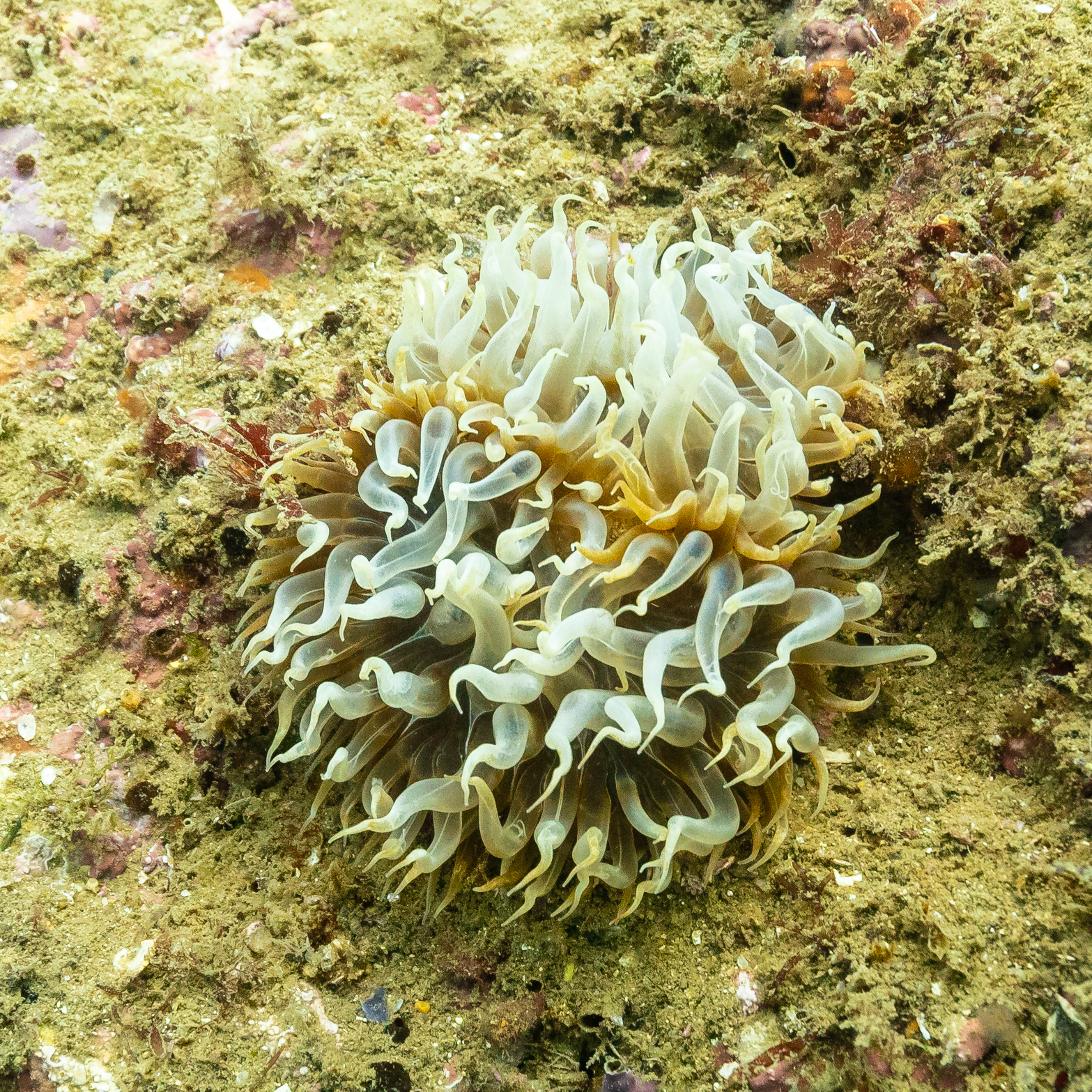
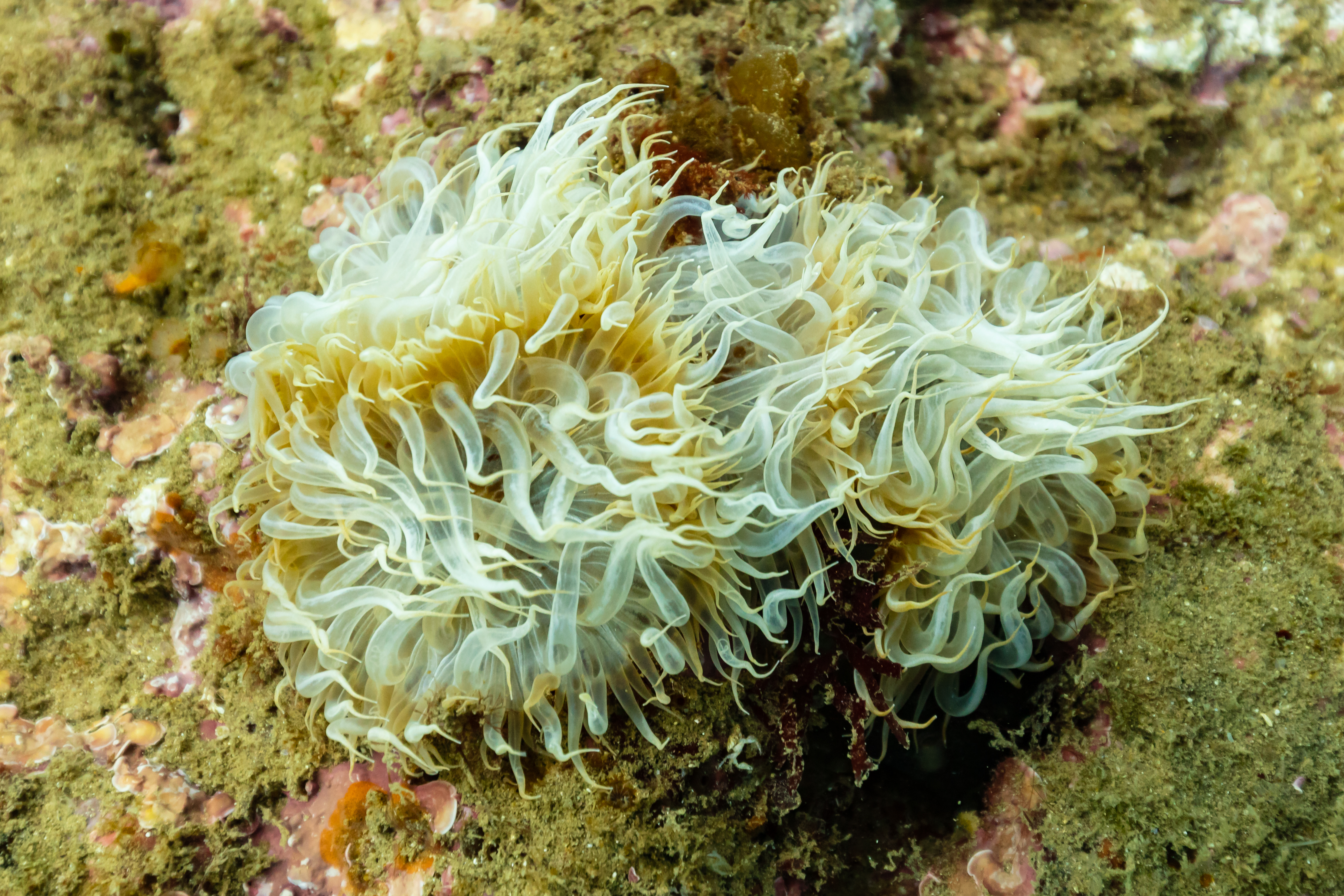
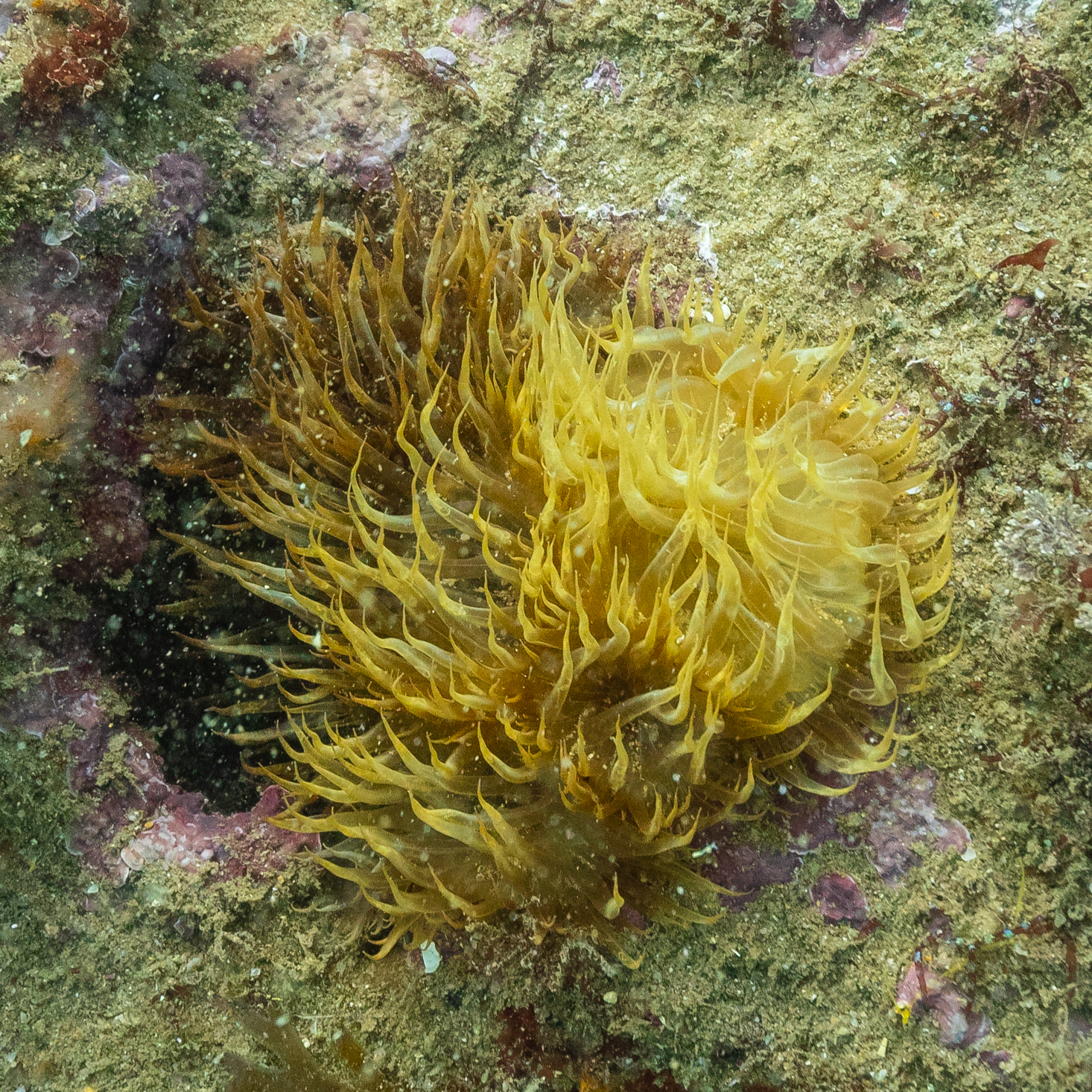
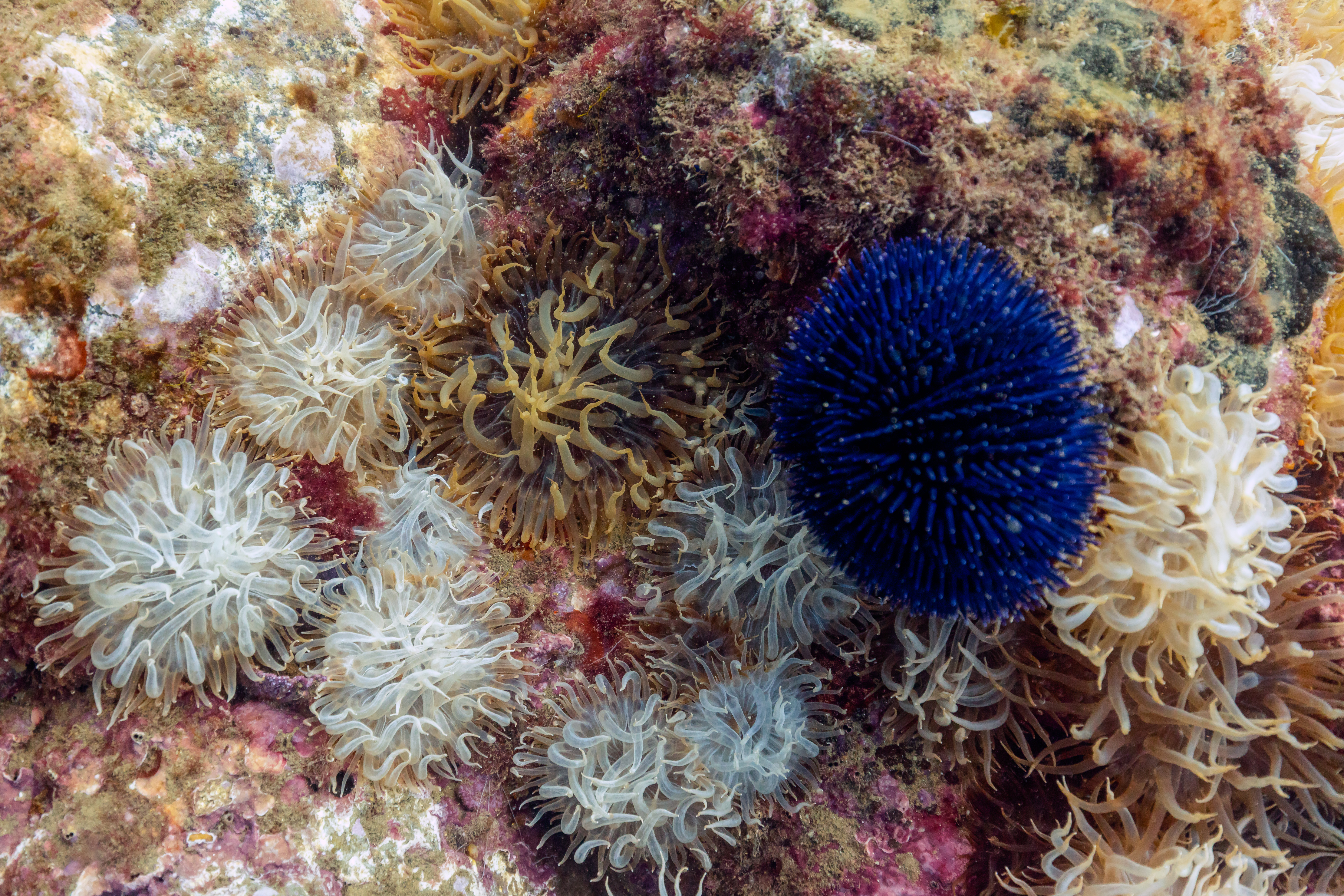
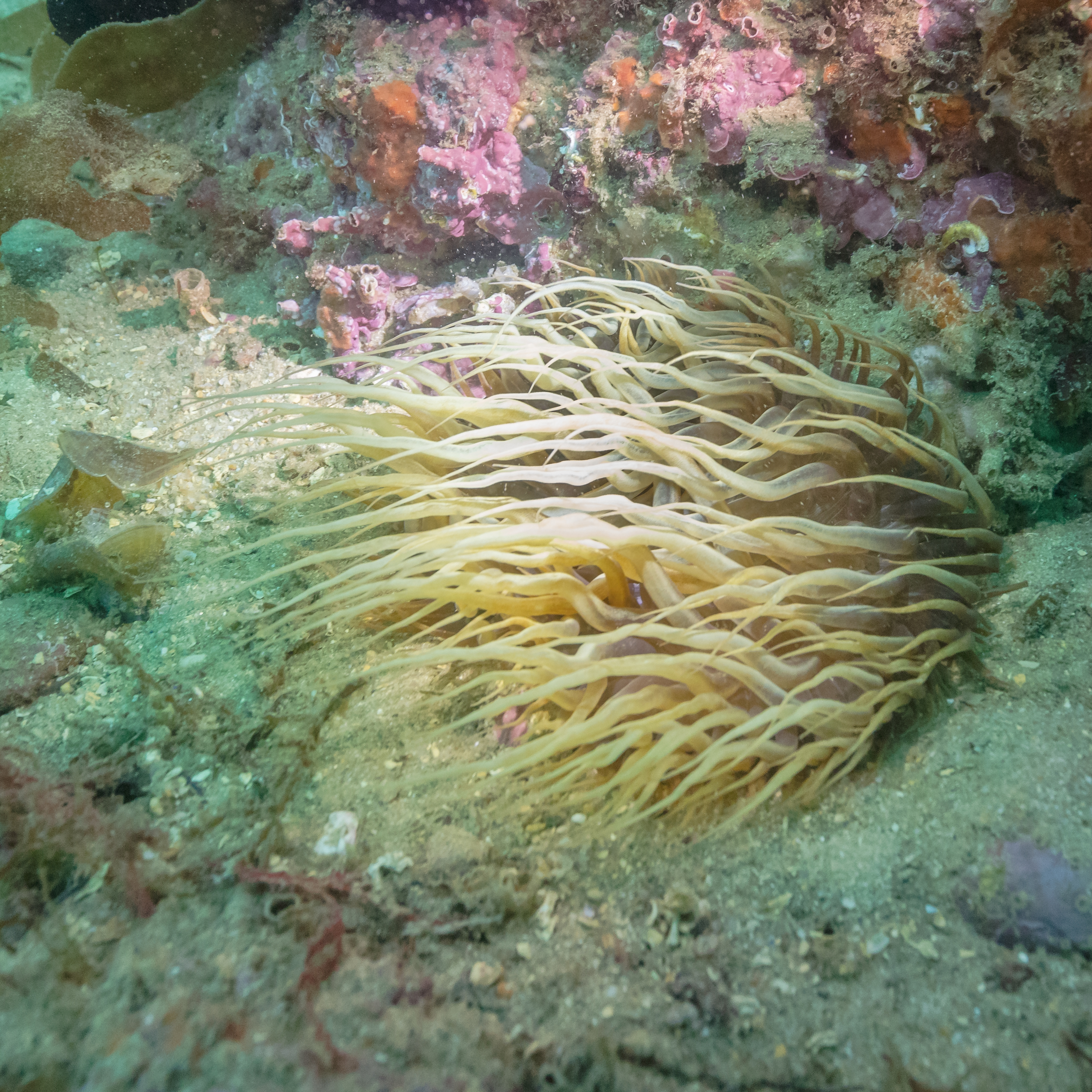